# Chiesa evangelica etiope Mekane Yesus
La Chiesa evangelica etiope Mekane Yesus è una Chiesa evangelica  in Etiopia fondata nel 1959. La chiesa, di tradizione luterana, fa parte della Federazione mondiale luterana e dell'Alleanza mondiale delle Chiese riformate.